# Disphragis baracoana
Disphragis baracoana is een vlinder uit de familie van de tandvlinders (Notodontidae). De wetenschappelijke naam van de soort is, als Heterocampa baracoana, voor het eerst geldig gepubliceerd in 1904 door William Schaus.

## Type
- syntypes: "males"
- instituut: USNM Smithsonian Institution, Washington, U.S.A.
- typelocatie: "Cuba, Baracoa"

## Synoniemen
- Heterocampa habilis Schaus, 1905
  - syntypes: males
  - instituut: USNM Smithsonian Institution, Washington, U.S.A.
  - typelocatie: "French Guiana, St. Laurent, Maroni River".